# Ханибал: Потеклото
„Ханибал: Потеклото“ (на английски: Hannibal Rising) е американски филм от 2007 година на режисьора Питър Уебър, във филма участват Гаспар Улиел, Гонг Ли, Рис Ифанс и Доминик Уест.

## Сюжет
Внимание:  Текстът по-долу разкрива сюжета на произведението (или части от него)!
През зимата на 1944 г. аристократът от Литва Лектър, заедно със своята съпруга, сина Ханибал и дъщерята Миша, се крият в ловна хижа. В резултат на падането на свален немски самолет близо до къщата родителите са убити, а децата остават сами. Скоро в къщата идват петима въоръжени местни бандити, които преди са работили за нацистите, а сега се крият от настъпващата Червена армия. Останали без храна, те убиват и изяждат Миша, а Ханибал успява да избяга от злодеите и е спасен от съветските войници.
След 8 години Ханибал бяга от СССР във Франция при чичо си. Чичо му обаче вече е починал и младият Лектър е посрещнат от младата му вдовица, японката Мурасаки Шикибу. Тя обучава Ханибал на японска култура и на изкуството на кендо – фехтовка с мечове. В града, където живеят Ханибал и Мурасаки, живее месаря Пол Момун, който преди това е сътрудничил на германците. Той постоянно си прави мръсни шеги с японката и разяреният Лектър го убива, като му отсича главата с катана. Полицейският инспектор Паскал Попил, разследвайки това престъпление, задържа Ханибал по подозрение за убийство, но Мурасаки подхвърля главата на месаря, предоставяйки алиби за племенника си. Мурасаки моли Ханибал да не убива никой друг, но той отказва.
След известно време Лектър постъпва в медицинско училище в Париж, като същевременно работи като препаратор в моргата. Един ден той успява да открадне наркотик, който изостря спомените. Приемайки този наркотик, Лектър се опитва да си спомни лицата на убийците на сестра си. Ханибал се завръща в родината си и намира в руините на ловна хижа медальоните на бандитите, както и останките на сестра си. В това време той е нападнат от Енрикас Дортлих, който работи в милицията и който е проследил Лектър след пристигането му в Литва. Лектър погребва костите на Миша и след това започва да измъчва Дортлих, за да разбере местонахождението на неговите приятели. След като получава информацията, Ханибал убива Дортлих, като го удушава с примка и приготвя печено от бузите му. Сега Лектър знае имената на убийците на сестра си и планира да отмъсти на всички останали.
Друг от бандитите, Петрас Колнас, живее във Фонтенбло. Има собствен ресторант, женен е, има син и дъщеря. Лектър хвърля на Колнас на собствения му медальон и това силно притеснява Колнас. Той казва на лидера им Грутас за това. Грутас, който участва в секс търговия след войната, изпраща своя подчинен Милко да убие Ханибал, но вместо това Лектър убива самия Милко, като го удавя в химикали за балсамиране в лабораторията му, след като преди това е научил за местонахождението на Грутас. През нощта Ханибал атакува къщата на Грутас и се опитва да го изгори жив в банята, но членовете на бандата му спасяват лидера от сигурна смърт. В отговор Грутас отвлича Мурасаки, използвайки я като стръв, за да примами Лектър в капан. За да разбере къде бандитите са скрили Мурасаки, Ханибал изнудва Колнас, намеквайки, че е отвлякъл дъщеря му. Колнас разкрива местоположението на баржата на Грутас, а Лектър му се разкрива. Вбесеният Колнас се опитва да простреля Ханибал, но той пробива главата на бившия бандит с японски меч танто.
По-късно Лектър прониква в баржата, където Грутас се крие и е задържал Мурасаки. Бандитът стреля в гърба на Ханибал и изглежда, че младежът е убит, но всъщност куршумът удря острието, скрито до тялото. Триумфиращият Грутас се готви да довърши „парализирания“ Лектър, но той с внезапен удар на своето танто срязва ахилесовите сухожилия на Грутас, обездвижвайки бандита. Срещу обещанието за бърза и безболезнена смърт Грутас издава местонахождението на последния член на бандата – Гренц, но не се въздържа да каже на Ханибал ужасната истина, че момчето е хранено с бульон, приготвен от сестра му. След като научава това, Лектър започва да крещи диво в отчаяние, издълбава буквата „М“ на гърдите на Грутас и след това започва да отхапва парчета от плътта на бандита, като окончателно се превръща в психопат и канибал.
След като довършва бандитите в Европа, Лектър пътува до малък град в Канада, където живее Гренц, който работи като таксидермист. Когато Гренц го пита какво търси тук, Ханибал му отговаря с усмивка: „Дойдох за главата“ и показва на бандита рисунка на отсечената му глава…

## Актьорски състав
| Актьор               | Роля                                                                                     |
| -------------------- | ---------------------------------------------------------------------------------------- |
| Гаспар Улиел         | Ханибал Лектър – бъдещ доктор по медицина, маниак и канибал                              |
| Ааран Томас          | младият Ханибал Лектър                                                                   |
| Хелена-Лия Тачовска  | Миша – по-малката сестра на Ханибал Лектър                                               |
| Гонг Ли              | Мурасаки Шикибу – вдовица на чичото на Ханибал Лектър                                    |
| Доминик Уест         | Паскал Попил – полицейски инспектор                                                      |
| Рис Ифанс            | Владис Грутас – бивш военен престъпник, един от убийците на сестрата на Ханибал Лектър   |
| Кевин Маккид         | Петрас Колнас – бивш военен престъпник, един от убийците на сестрата на Ханибал Лектър   |
| Ричард Брейк         | Енрикас Дортлих – бивш военен престъпник, един от убийците на сестрата на Ханибал Лектър |
| Стивън Уолтърс       | Зигмас Милко – бивш военен престъпник, един от убийците на сестрата на Ханибал Лектър    |
| Иван Маревич         | Бронис Гренц – бивш военен престъпник, един от убийците на сестрата на Ханибал Лектър    |
| Павел Бездек         | Дитер – един от помощниците на Грутас                                                    |
| Чарлз Макиньон       | Пол Момунд – месар                                                                       |
| Ричард Лийф          | г-н Лектър – бащата на Ханибал                                                           |
| Ингеборга Дапкунайте | г-жа Лектър – майката на Ханибал                                                         |
| Беата Бен Амар       | г-жа Колнас – съпруга на Петрас Колнас                                                   |
| Робърт Кей           | син на Петрас Колнас                                                                     |
| Ванеса Новакова      | дъщеря на Петрас Колнас                                                                  |
| Горан Костич         | Казис Порвик                                                                             |
| Дени Меноше          | шеф на полицията                                                                         |

## Интересни факти
- Актьорите Хейдън Кристенсен, Маколи Кълкин, Хю Данси, Рупърт Френд, Доминик Купър, Том Стъридж и Том Пейн са разгледани за ролята на младия Ханибал.
- Хронологично това е трябвало да бъде първият филм на Ханибал Лектър, но филмът е последният, който е направен.
- „Лейди Мурасаки“ (Мурасаки Шикибу) е името на японска писателка от 11-и век. Нейната „Приказка за Генджи“ се смята за шедьовър на японската литература.
- Оригиналният роман на Томас Харис е издаден два месеца преди излизането на филма. Той работи едновременно по книгата и по сценария.
- Докато младият Лектър си инжектира натриев пентотал („серум на истината“), се пуска „Голдбъргски вариации“ на Йохан Себастиан Бах – същата музика, която звучи преди сцената на бягството на лекаря във филма „Мълчанието на агнетата“. Записът е направен през 1955 г. от пианиста Глен Гулд.
- В реалния живот актьорът Стивън Уолтърс страда от клаустрофобия. Така неговият ужас, когато бавно се „удавя“ в резервоара в сцената на убийството на своя герой от Лектър, е почти истински.
- Въпреки че филмът се отплаща в боксофиса, той е много слабо приет от феновете на франчайза и критиците. Филмът е номиниран за две награди „Златна малинка“ – най-лошата предистория или продължение и най-лошият филм на ужасите, но не получава нито една.